# Bogorodskoje (Kraj Chabarowski)
Bogorodskoje (ros. Богородское) – wieś w Rosji, w Kraju Chabarowskim. Centrum administracyjne Rejonu Ulczskiego. Leży ona na prawym brzegu rzeki Amur.

## Historia[2]
Wieś została założona w 1856 roku przez rosyjskich osadników na miejscu osady Ulczów. Pierwszymi mieszkańcami byli Kozacy Zabajkalscy i mieszkańcy Guberni Irkuckiej. Jej mieszkańcy zajmowali się głównie leśnictwem, rybołówstwem i transportem przesyłek. Wraz z utworzeniem w 1872 roku kopalni złota w okolicy do wsi przybyli poszukiwacze.
W 1933 roku wieś została centrum administracyjnym Rejonu Ulczskiego.
Obecnie populacji wsi wynosi 3172 osoby.